# Одавара
Одава́ра (яп. 小田原市 Одавара-си) — особый город в Японии, находящийся в префектуре Канагава. Площадь города составляет 114,09 км², население — 195 299 человек (1 августа 2014), плотность населения — 1711,80 чел./км².

## Географическое положение
Город расположен на острове Хонсю в префектуре Канагава региона Канто. С ним граничат город Минамиасигара и посёлки Ниномия, Ои, Кайсей, Накаи, Хаконе, Манадзуру, Югавара.

## Население
Население города составляет 195 299 человек (1 августа 2014), а плотность — 1711,80 чел./км². Изменение численности населения с 1980 по 2005 годы:
| 1980 | 177 467 чел. |  |
| 1985 | 185 941 чел. |  |
| 1990 | 193 417 чел. |  |
| 1995 | 200 103 чел. |  |
| 2000 | 200 173 чел. |  |
| 2005 | 198 741 чел. |  |

## Символика
Деревом города считается сосна, цветком — Pinus thunbergii, птицей — малая крачка.

## Города-побратимы
- Кисивада, Япония (1968)
- Никко, Япония (1980)
- Чула-Виста, США (1981)
- Мэнли, Австралия (1991)